# Mjällby AIF
Mjällby Allmänna Idrottsförening, també conegut simplement com Mjällby AIF, Mjällby o (localment) MAIF, és un club de futbol professional suec amb seu a Hällevik al municipi de Sölvesborg . El club està afiliat al Blekinge Fotbollförbund i juga els seus partits a casa a Strandvallen . Els colors del club, reflectits en l'escut i equipament, són el groc i el negre. Format l'1 d'abril de 1939, el club ha jugat vuit temporades a la lliga de futbol més alta de Suècia, l'Allsvenskan, la primera temporada del club a la lliga va ser l' any 1980. Actualment el club juga a Allsvenskan (primera divisió). Amb nou temporades a la primera divisió sueca Allsvenskan, el Mjällby AIF és l'equip de futbol amb més èxit de la província de Blekinge.
Els exjugadors de la selecció de futbol de Suècia Christian Wilhelmsson i Mattias Asper van començar la seva carrera al club. Tots dos jugadors també van acabar la seva carrera de jugadors a Mjällby.
L'11 de maig de 2023, el Mjällby AIF va jugar la final de la Copa Sueca a Strandvallen, perdent 1–4 davant el BK Häcken.

## Jugadors

### Plantilla del primer equip
A 24 July 2024 
| No. | Pos. | Nation | Player                                 |
| --- | ---- | ------ | -------------------------------------- |
| 1   | GK   | SWE    | Noel Törnqvist                         |
| 3   | DF   | SWE    | Arvid Brorsson                         |
| 4   | DF   | SWE    | Rasmus Wikström                        |
| 5   | DF   | NOR    | Colin Rösler                           |
| 6   | MF   | SWE    | Imam Jagne                             |
| 7   | MF   | SWE    | Viktor Gustafson                       |
| 10  | MF   | DEN    | Nicklas Røjkjær                        |
| 13  | DF   | DEN    | Jakob Kiilerich (on loan from Kolding) |
| 14  | DF   | SWE    | Herman Johansson                       |
| 15  | DF   | SWE    | Liam Svensson                          |
| 16  | FW   | SWE    | Alexander Johansson                    |
| 17  | MF   | SWE    | Elliot Stroud                          |
| 18  | FW   | SWE    | Jacob Bergström                        |
| 19  | FW   | GAM    | Abdoulie Manneh                        |
| 20  | DF   | SWE    | Johan Persson Åhstedt                  |
| 21  | MF   | SWE    | Adam Petersson                         |
| 22  | MF   | SWE    | Jesper Gustavsson                      |
| 23  | DF   | SWE    | Filip Linderoth                        |
| 24  | DF   | SWE    | Tom Pettersson                         |
| 26  | MF   | SWE    | Kimmen Nennesson                       |
| 27  | MF   | SWE    | Ludvig Tidstrand                       |
| 28  | MF   | SWE    | Vilmer Lindberg                        |
| 28  | DF   | SWE    | Tim Malmström                          |
| 29  | MF   | SWE    | Isaac Johnsson                         |
| 30  | GK   | SWE    | Hugo Fagerberg                         |
| 31  | FW   | NGA    | Silas Nwankwo                          |
| 35  | GK   | SWE    | Alexander Lundin                       |

## Palmarès

### Lliga
- Superettan :
  - Guanyadors (2): 2009, 2019
- Divisió 1 Södra :
  - Guanyadors (1): 2018
  - Subcampió (1): 1988

### Copa
- Svenska Cupen :
  - Subcampions (1): 2022–23